# Гай Манлий Вульсон
Гай Манлий Вульсон (лат. Gaius Manlius Vulso; V—IV века до н. э.) — римский политический деятель из патрицианского рода Манлиев, военный трибун с консульской властью 379 года до н. э.
Гай Манлий стал одним из восьми военных трибунов, из которых патрициями были только трое, включая сородича Гая — Публия Манлия Капитолина. По словам Ливия, действуя совместно, «Манлии, которые родовитостью превосходили плебеев, а влиянием Луция Юлия, вне порядка — без жеребьёвки, без соглашения с сотоварищами — получили командование в войне с вольсками, о чём сами впоследствии сожалели».
Возглавляемая Гаем и Публием армия из-за беспечности своих командиров попала в организованную вольсками засаду и потерпела поражение. Узнав об этом, сенат хотел назначить диктатора, но позже выяснилось, что вольски не пытаются развить успех, и Манлиев отозвали в Рим.
О дальнейшей судьбе Гая Манлия ничего не известно.